# Rusichthys
Rusichthys is een geslacht van straalvinnige vissen uit de familie van dwergzeebaarzen (Pseudochromidae). Het geslacht is voor het eerst wetenschappelijk beschreven in 1979 door Winterbottom.

## Soorten
- Rusichthys explicitus Winterbottom, 1996
- Rusichthys plesiomorphus Winterbottom, 1979